# 小行星6984
小行星6984（英語：6984 Lewiscarroll）是一颗围绕太阳公转的小行星。1994年1月4日，H. Shiozawa、浦田武在藤枝市发现了此天体。
这颗小行星的绝对星等为247.9219101225281等。